# Augusto Elia

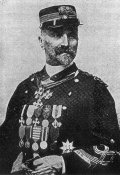
Augusto Elia

Augusto Elia (* 4. September 1829 in Ancona; † 9. Februar 1919 in Rom) war ein italienischer Offizier und Politiker.

## Leben
Der Sohn von Antonio Elia und Maddalena Pelosi Elia folgte dem Vater im Juni 1848 auf See im Kampf gegen die Österreicher nach Triest.
Während des Ersten italienischen Unabhängigkeitskrieges verteidigte Augusto als Unteroffizier der Artillerie gemeinsam mit seinem Vater die Heimatstadt Ancona. In der zweiten Junihälfte des Jahres 1849 nahte das Ende der am 9. Februar 1849 von Mazzini ausgerufenen Römischen Republik. Pius IX. wollte seinen Kirchenstaat inklusive der Besitzungen in Ancona wiederhaben. Also rief der Papst die Österreicher zu Hilfe. Graf von Wimpffen belagerte Ancona vom 28. Mai bis 15. Juni 1849 und zwang am 19. Juni die Stadt nach einer Kanonade zur Kapitulation. Augustos Vater wurde von den Österreichern erschossen. Augusto gelang die Flucht nach Malta, brachte es bis zum Kapitän zur See und hielt sich darauf in New York auf. Im Mai 1859 kehrte Augusto Elia nach Italien zurück und traf Garibaldi in Como. Als Alpenjäger zog er in der Freischar Garibaldi am 13. Juni 1859 in das vor der Schlacht von San Fermo von den Österreichern besetzte Brescia ein. Er begleitete Garibaldi sodann nach Modena, Rimini und auf dessen Insel Caprera.
Auf Sizilien beteiligte sich Augusto Elia am Zug der Tausend und rettete Garibaldi am 15. Mai 1860 während der Schlacht von Calatafimi das Leben. Dabei zog er sich eine schwere Gesichtsverletzung zu. Aber am  3. November 1867 stand Augusto Elia in der unglückseligen Schlacht bei Mentana wieder an Garibaldis Seite.
Aus der Ehe mit Maria Balani Elia gingen zwei Kinder hervor.
1876 bis 1897 war Augusto Elia Deputierter im Königreich Italien.
Ab 1872 war der Freimaurer Augusto Elia Mitglied der Loge Giuseppe Garibaldi in Ancona. 1896 delegierten ihn die Anconaer Freimaurer in den Obersten Rat der Grande Oriente d’Italia.
1897 zog sich der Oberst ins Privatleben zurück und schrieb seine Autobiographie aus dem Leben eines Garibaldi-Anhängers.
Im ersten und zweiten Kabinett von Antonio Salandra war Elia vom 15. Oktober 1914 bis zum 9. Juli 1915 Staatssekretär (sottosgretario) im Kriegsministerium.

## Ehrungen
- 12. Juni 1861: Militärorden von Savoyen[2]